# Хронология Минска
Ниже приводится хронология города Минск, Беларусь.

## До XIX века
- 1067 год — первое летописное упоминание о Минске в связи с битвой на Немиге[1][2].
- 1069 год — началось строительство каменной церкви в Менском замке.
- 1084 год — захват и разрушение города войсками Великого князя Киевского Владимира Мономаха[3].
- 1104 год
  - летописное упоминание о Минске как центре удельного княжества[4].
  - нападение на Минск Киевского князя Святополка.
- 1159 год — поход на Минск Рогволода Борисовича в союзе с черниговским князем Святославом Ольговичем.
- 14 марта 1499 года — Минск получил магдебургское право.
- 1505 год
  - нападение на Минск крымского хана Мехмет-Гирея.
  - распространение эпидемии моровой язвы.
- 1508 год —  осада Минска русскими войсками под командованием Михаила Глинского.
- 1513 год — открыт первый госпиталь.
- 1547 год  — сильный пожар в Минске уничтожил почти весь город.
- 1566 год —  образовано Минское воеводство с центром в Минске.
- 1574 год —  сильный пожар в городе, который уничтожил или повредил более 600 домов и храмов.
- 1659 год — открытие первой аптеки в Минске[5].
- 1707 год —  захват Минска шведскими войсками.
- 1751 год — вооружённое выступление горожан против городского старосты.
- 1783 год — составлен первый план застройки Минска.
- 1793 год — город вошёл в состав Российской империи[6].
- 3 апреля 1793 — указ Сената Российской империи о создании Минской губернии.
- 1795 год — отменено магдебургское право для Минска.
- 23 декабря 1796 года — указ Сената России о создании Минской губернии с центром в Минске.

## XIX век
- 8 июля 1812 года — оккупация Минска французскими войсками.
- 30 мая 1835 — произошёл сильный пожар, который уничтожил почти всю центральную часть Минска.
- 1873 год — основан Минский Коммерческий банк.
- 7 апреля 1876 — забастовка рабочих железнодорожных мастерских в Минске.
- 1878 год — утвержден герб Минской губернии[7].
- 28 ноября 1871 — начало движения по Московско-Брестской железной дороге через Минск.
- 1880 год
  - создано Минское музыкально-литературное общество.
  - открыто Минское реальное училище.
- 1890 год
  - вступила в строй телефонная связь.
  - открыто здание Минского городского театра.
  - в Минске построена конно-железная дорога.
- 1894 год — в эксплуатацию введена первая электростанция.
- 1899 год
  - основана женская гимназия.
  - основана первая городская амбулатория.

## XX век
- 1903 год  — создана Минская группа (организация) РСДРП
- 18 октября 1905 года — расстрел митинга на Привокзальной площади (Курловский расстрел).
- 8 декабря 1905 года — всеобщая забастовка в Минске.
- 1912 год — произошло наводнение в Минске.
- 1914 год — открыт Минский учительский институт.
- 9 марта 1917 года — создан Комитет общественного порядка и безопасности.
- 1918 год — город был захвачен немецкой армией во время Первой мировой войны[8].
- 1 июня 1918 года — в Минске открыта консерватория.
- 11 ноября 1918 года — после поражения Германии Минск был освобождён.
- 15 декабря 1918 года — создана городская комсомольская организация.
- 5 января 1919 года — Минск стал столицей Советской Социалистической Республики Белоруссия[9].
- 8 мая 1919 года — создан Комитет обороны Минска.
- 1919 года — создан Первый Минский рабочий полк.
- 8 августа 1919 года — оккупация Минска войсками буржуазной Польши.
- 11 июля 1920 года — освобождение Минска войсками Красной Армии.
- 23 февраля 1925 года — открыт Дом Красной Армии.
- 17 декабря 1926 года — проведена всесоюзная перепись населения в Минске (130.838 тыс. жителей).
- 29 июня 1934 года — создан Минский сельский район.
- 15 января 1938 года — организована Минская область с центром в Минске.
- 17 января 1939 года— проведена всесоюзная перепись населения в Минске (238,9 тыс. жителей)
- 25—28 июня 1941 года — оборонительные бои под Минском[10].
- 28 июня 1941 года — Минск захвачен немецко-фашистскими оккупантами.
- 3 июля 1944 года ― освобождение Минска от немецко-фашистских оккупантов (с 1996 года ― День Независимости Республики Беларусь).
- 14 мая 1946 года — подписание указа Президиума Верховного Совета БССР об отнесении Минска к городам республиканского подчинения.
- 17 апреля 1951 года — образование в Минске Ленинского и Фрунзенского районов.
- 1953 год — открыто Минское суворовское военное училище.
- 1 января 1956 года — первая передача Минского телецентра[11].
- 15 января 1959 года — Всесоюзная перепись населения. В Минске 509,5 тыс. жителей.
- 30 октября 1960 года — ввод в строй газопровода Дашава-Минск.
- 1964 год — открыт Центральный универмаг «Минск».
- 3 декабря 1966 года — Указ Президиума Верховного Совета СССР о награждении Минска орденом Ленина[12].
- 1974 год — Минску присуждено почётное звание города-героя[13].
- 15 января 1970 года — Всесоюзная перепись населения. В Минске 907,1 тыс. жителей.
- 1 сентября 1975 года — открыт Минский институт культуры[14].
- 8 апреля 1977 года — образование в Минске Московского и Партизанского районов[15].
- 1982 год — открылся Международный аэропорт[16].
- 30 июня 1984 года — построен и запущен Минский метрополитен[17].
- 1991 год — Минск стал столицей Содружества Независимых Государств.[18]
- 29 января 1991 — создана Академия управления при Совете Министров БССР (ныне Академия управления при Президенте Республики Беларусь)[19].

## XXI век
- 16 июня 2006 года — открыто новое здание Национальной библиотеки Республики Беларусь.
- 5 сентября 2014 года — подписан Минский протокол, предусматривавший, в частности, прекращение огня на территории Донецкой и Луганской областей Украины[20].
- 12 февраля 2015 года — подписано Второе минское соглашение[21].